# Tricentrus lindbergi
Tricentrus lindbergi är en insektsart som beskrevs av Jacobi 1944. Tricentrus lindbergi ingår i släktet Tricentrus och familjen hornstritar. Inga underarter finns listade i Catalogue of Life.